# 1912年9月26日月食
1912年9月26日月食为一次在协调世界时1912年9月26日出現的月偏食。該次月食半影食分為1.204、全影食分為0.123。偏食維持了42分。

## 概述
這次月食的食分是0.21，偏食維持了42分。

## 基本參數
- 類型：月偏食
- 食甚資料：
  - 日期：1912年9月26日
  - 時間：11:45
  - 月球位置：赤經0.21度、赤緯0.4度
  - 食分：半影食分：1.204、全影食分：0.123
  - 持續時間：偏食42分

## 外部連結
- NASA月食專頁（页面存档备份，存于）（英文）